# خوسيه أمو
خوسيه أمو (بالإسبانية: José María Amo Torres)‏ هو لاعب كرة قدم إسباني، ولد في 9 أبريل 1998. لعب مع إشبيلية أتلتيكو.

## وصلات خارجية
- خوسيه أمو على موقع قاعدة بيانات كرة القدم.إي يو (الإنجليزية)
- خوسيه أمو على موقع Soccerway.com (الإنجليزية)